# Count Your Blessings (album)
Count Your Blessings is het eerste studioalbum van de Britse metalband Bring Me the Horizon. Het album is opgenomen in de DEP International studio te Birmingham. Het album werd in het Verenigd Koninkrijk uitgebracht op 30 oktober 2006 door Visible Noise en later op 14 augustus 2007 door Earache Records in de Verenigde Staten.

## Tracklist
Alle teksten zijn geschreven door Oliver Sykes; all nummers zijn geproduceerd door Bring Me the Horizon en Dan Sprigg.

| 1.                 | Pray for Plagues                        | 4:21 |
| 2.                 | Tell Slater Not to Wash His Dick        | 3:30 |
| 3.                 | For Stevie Wonder's Eyes Only (Braille) | 4:29 |
| 4.                 | A Lot Like Vegas                        | 2:09 |
| 5.                 | Black & Blue                            | 4:33 |
| 6.                 | Slow Dance                              | 1:16 |
| 7.                 | Liquor & Love Lost                      | 2:39 |
| 8.                 | (I Used to Make Out With) Medusa        | 5:39 |
| 9.                 | Fifteen Fathoms, Counting               | 1:56 |
| 10.                | Off the Heezay                          | 5:39 |
| Totale duur: 36:19 |                                         |      |

| 11.                | Eyeless (Slipknot cover) | 4:04 |
| Totale duur: 40:13 |                          |      |